# Wahlenbergia stricta
Wahlenbergia stricta là loài thực vật có hoa trong họ Hoa chuông. Loài này được (R.Br.) Sweet miêu tả khoa học đầu tiên năm 1830.